# Culex clastrieri
Culex clastrieri é um espécie de mosquito do Género Culex, pertencente à família Culicidae.